# Micoureus demerarae
Micoureus demerarae e вид опосум от семейство Didelphidae. Обитава тропическите гори на Амазонка в Бразилия, части от Парагвай, Перу и навсякъде във Венецуела, Гвиана, Суринам и Френска Гвиана. Храни се с насекоми, малки животни, плодове и нектар. Видът е активен в нощните часове.